# Cleppé
Cleppé település Franciaországban, Loire megyében. Lakosainak száma 555 fő (2022. január 1.). Cleppé Civens, Épercieux-Saint-Paul, Feurs, Mizérieux, Poncins és Sainte-Foy-Saint-Sulpice községekkel határos.

## Népesség
A település népességének változása:
| Lakosok száma | 456  | 360  | 404  | 540  | 572  | 559  | 529  | 512  | 521  | 555  |
|               | 1968 | 1982 | 1990 | 2006 | 2013 | 2015 | 2017 | 2019 | 2020 | 2022 |